# آمنة محمود محمد فكري
آمنة محمود محمد فكري (بالإنجليزية: Amna Mahmoud Fikri)‏ سفيرة دولة الإمارات العربية المتحدة لدى إستونيا ولدى جمهورية فنلندا.
تولت مناصب عدة في "وزارة الخارجية والتعاون الدولي الإماراتية" منها: مديرة إدارة الشؤون الاقتصادية والتجارية بين 2020 و2022، ونائبة مدير دائرة الشؤون الاقتصادية والتجارية بين 2019 و2020، ورئيسة قسم تحليل السياسات في قسم تخطيط السياسات بين 2018 و2019، ومحللة سياسات أولى في قسم تخطيط السياسات بين 2016 و2018.
حاصلة على ماجستير في السياسة الاجتماعية عام 2015 من "كلية لندن للاقتصاد والعلوم السياسية" في المملكة المتحدة، وبكالويروس في الدراسات الدولية عام 2014 من "الجامعة الأميركية في الشارقة".
في مراسم رسمية أقيمت في قصر الرئاسة في تالين، قدمت سعادة آمنة محمود فكري، سفيرة دولة الإمارات العربية المتحدة لدى جمهورية فنلندا، أوراق اعتمادها إلى سعادة ألاري كاري، رئيس جمهورية إستونيا، كسفيرة غير مقيمة لدولة الإمارات لدى إستونيا. خلال اللقاء، نقلت سعادة آمنة فكري تحيات رئيس دولة الإمارات، صاحب السمو الشيخ محمد بن زايد آل نهيان، ونائب الرئيس، رئيس مجلس الوزراء وحاكم دبي، صاحب السمو الشيخ محمد بن راشد آل مكتوم، ونائب الرئيس، نائب رئيس مجلس الوزراء ورئيس ديوان الرئاسة، صاحب السمو الشيخ منصور بن زايد آل نهيان، بالإضافة إلى تمنياتهم لرئيس إستونيا والشعب الإستوني بمزيد من التطور والازدهار. بدوره، نقل سعادة كاري تحياته إلى قيادات دولة الإمارات، متمنيًا للشعب الإماراتي المزيد من التقدم والازدهار، كما أعرب عن تمنياته لسعادة فكري بالتوفيق في جهودها لتعزيز العلاقات بين البلدين، مبرزًا استعداد بلاده لدعمها في مهامها. من جانبها، أعربت سعادة فكري عن فخرها بتمثيل الإمارات في إستونيا وحرصها على تطوير العلاقات الثنائية في المجالات ذات الاهتمام المشترك. كما ناقش الطرفان سبل تعزيز العلاقات الثنائية لتحقيق تطلعات البلدين والشعبين.
1. ↑  "Get to know the United Arab Emirates market". www.businessfinland.fi (بالإنجليزية الأمريكية). Archived from the original on 2024-08-16. Retrieved 2024-09-03.
2. ↑  Emirates News Agency. "UAE Ambassador presents credentials to President of ..." https://www.wam.ae. مؤرشف من الأصل في 2024-09-04. {{استشهاد ويب}}: روابط خارجية في |صحيفة= (مساعدة)
3. ↑  وكالة أنباء الإمارات. "MoFA receives credentials copy from new Ambassador ..." https://wam.ae. مؤرشف من الأصل في 2024-09-04. {{استشهاد ويب}}: روابط خارجية في |صحيفة= (مساعدة)
4. ↑  Dubai, TenTwenty | Webdesign, Webshops & E.-marketing |. "Dubai Women Establishment | Stats". Dubai Women Establishment (بالإنجليزية). Archived from the original on 2024-03-01. Retrieved 2024-09-03.{{استشهاد ويب}}:  صيانة الاستشهاد: أسماء متعددة: قائمة المؤلفين (link)
5. ↑  "amna-fikri".
6. ↑  "UAE Ambassador presents credentials to President of Estonia". www.mofa.gov.ae. مؤرشف من الأصل في 2024-06-06. اطلع عليه بتاريخ 2024-09-03.